# Детлайк Сайлънс Продъкшънс
Детлайк Сайлънс Продъкшънс e норвежка независима звукозаписна компания, основана в Осло, в края на 80-те години на 20 век. Нейните записи са предимно в стил блек метъл.
Компанията е основана от Евронимус (Ойстейн Аарсет), преустановява дейността си след неговата смърт.

## Издадени албуми
Компанията издава 9 албума:
- The Awakening (1989) – Merciless
- Burzum (1992) - Burzum
- Deathcrush (1993) - Mayhem
- Obscuritatem Advoco Amplectére Me (1993) – Abruptum
- Aske (1993) – Burzum
- Scorn Defeat (1993) – Sigh
- De Mysteriis Dom Sathanas (1994) – Mayhem
- Vikingligr Veldi (1994) - Enslaved
- In Umbra Malitiae Ambulabo, In Aeternum In Triumpho Tenebraum (1994) – Abruptum